# ギリシャ王室
ギリシャ王室（ギリシア語: Ελληνική Βασιλική Οικογένεια, 英語: Greek Royal Family）は、1974年まで存在していたギリシャ王国の統治者の地位にあったコンスタンティノス2世（コンスタンディノス2世）とその家族を指す。元国王とその家族はシュレースヴィヒ＝ホルシュタイン＝ゾンダーブルク＝グリュックスブルク家に属し、デンマーク王家の分枝であることから、王室の成員のほとんどが「ティス・エラザス・ケ・ザニアス」（『ギリシャおよびデンマークの王子・王女』の意。ギリシャ語:της Ελλάδας και Δανίας）の称号を持つ。

## 概要
ギリシャ王国が1832年に建国されたとき、国王に選ばれたのは南ドイツのバイエルン王国を支配するヴィッテルスバッハ家出身のオソン1世であった。オソン1世が1862年の軍のクーデタによって退位を余儀なくされると、次の国王にはデンマーク王クリスチャン9世の息子ヴィルヘルムが迎えられ、ヴィルヘルムは正教に改宗して1863年にゲオルギオス1世として戴冠した。このゲオルギオス1世とその妻のロシア大公女オリガ・コンスタンチノヴナが現在のギリシャ王室全員の共通の先祖である。シュレースヴィヒ＝ホルシュタイン＝ゾンダーブルク＝グリュックスブルク家（グリュックスブルク家）出身のギリシャ王たちは、1974年まで断続的にギリシャを統治した。
ギリシャの王制は、同国の不安定な政情に翻弄され、何度も崩壊と復古を繰り返した。1924年4月には国民投票によって君主制が廃止され、1935年11月の君主制復帰までギリシャ第2共和国政府が存在して、大統領を国家元首としていた。第2次世界大戦期には枢軸国による占領統治のため、1941年から1944年まで国王とその政府は国外に避難していた。1944年以後も大規模な内戦が禍根を残し、王制はもろいままであった。
1967年4月、ゲオルギオス・パパドプロス大佐らに率いられた軍の中級将校グループがクーデタを起こし、民主主義政権を転覆させた。将校グループは軍事独裁政権を樹立し、若い国王コンスタンティノス2世に政権の承認を強要した。1967年12月13日、国王は独裁政権打倒のためのクーデタを起こそうとして失敗し、家族を連れてローマに逃亡した。
1973年6月1日、大統領となることを宣言したパパドプロスと軍事政権により、コンスタンティノス2世は廃位を宣告された。1973年7月29日、君主制廃止の是非を問う国民投票が行われ、8割近くが君主制廃止を支持した。軍事政権が崩壊した1974年の12月8日に、新政権下でも君主制の是非を問う国民投票が実施されたが、結果は7割が君主制廃止に賛成しており、王制は廃止されることが決まった。国王はこれらの国民投票の妥当性に疑義を表明することはなかった。
現在、ギリシャ王室の成員は全員がギリシャ国外で生活を送っている。アンナ＝マリア王妃、国王夫妻の未婚の子供たちはロンドンに居を定めている。王家の人々はギリシャ王族としての称号を名乗り続けているが、もはやギリシャ国家を代表する存在ではない。ギリシャ王家の人々は、本家筋にあたるデンマーク王家の家長とデンマーク政府の承認があれば、デンマーク王族の列に連なる権利を有している。

## 成員
- パウロス王太子（1967年生）& マリー・シャンタル王太子妃（1968年生）…ギリシャ王家当主、スパルタ公
  - マリア＝オリンピア王女（1996年生）
  - コンスタンティノス・アレクシオス王子（1998年生）…推定相続人
  - アキレアス＝アンドレアス王子（2000年生）
  - オディッセアス＝キモン王子（2004年生）
  - アリステイデ・スタウロス王子（2008年生）
- アンナ＝マリア王妃（1946年生）
  - アレクシア王女（1965年生）
  - ニコラオス王子（1969年生）& クリシ妃（1981年生）
  - セオドラ王女（1983年生）
  - フィリッポス王子（1986年生）& ニナ妃（1987年生）

以下は王室の成員ではあるが、傍系に属する人々である。
- ソフィア王女（1938年生）…パウロス1世の第1王女でコンスタンティノス2世の姉、スペイン王フアン・カルロス1世妃
- イリニ王女（1942年生）…パウロス1世の第2王女でコンスタンティノス2世の妹
- ミハイル王子（1939年生）& マリナ妃（1940年生）…ゲオルギオス1世の第5王子クリストフォロスの第1王子、コンスタンティノス2世の従叔父
  - アレクサンドラ王女（1968年生）
  - オルガ王女（1971年生）…プッリャ公爵夫人